# Улица Горького (Рязань)
Улица Го́рького (в генеральном плане — Тре́тья улица, до 1 половины XIX в. — Торго́вая, до 1928 года — Мясни́цкая) — улица на территории старого города в Советском районе города Рязани. Начинается от улицы Циолковского и выходит на площадь Владимира Ленина. Названа в 1928 году в честь 60-летнего юбилея советского писателя Максима Горького, до этого называлась Торговой и Мясницкой, из-за расположенных на ней до революции лавок, торговавших мясной продукцией. Нумерация домов начинается от улицы Циолковского.
Построена и спроектирована в рамках Первого генерального плана города от 1780 года. Нумерация домов начинается от улицы Циолковского.

## Расположение
Улица Горького расположена в центре старого города, который в свою очередь является частью Советского района. Начинается от перекрёстка с улицей Циолковского на самой границе района и идёт на север. Её пересекают улица Юннатов, Колхозная, Новая, Электрозаводская, проезд Машиностроителей, улица Сергея Есенина с бульваром, Введенская, Свободы, Праволыбедская. Далее улица проходит над Лыбедским бульваром через Брессюирский мост. После моста с запада к ней примыкают улицы Кудрявцева, и Краснорядская, и с востока — Мюнстерская и Почтовая. Улица заканчивается площадью Ленина. Нумерация домов начинается от улицы Циолковского. Параллельно её проходят улицы Маяковского и Радищева.
Территориально, улица относится к Центральной части Советского района.

## История
В средние века территория современной улицы пересекала несколько городских пространств. На севере это были Чернопосадская и Стрелецкая слободы, входившие в Верхний городской посад. Южнее Лыбеди находился Нижний посад, на котором располагалась Ямская слобода, а ещё ниже неё начинались выгонные поля, луга и огороды.
В 1780 году Рязань получает первый генеральный план. Старые деревянные улицы города перестраивают по новой, симметричной квартальной сетке, модной для того времени. Верхний посад выше Лыбеди превращается в Московскую часть города, Нижний — в Астраханскую. В Московской части была устроена обширная Хлебная площадь — здесь планировалось организовать торговлю мукой, зерном и дровами. От площади начиналось трёхлучье — один из основных градостроительных приёмов того времени. Тремя лучами стали улицы Соборная, Почтовая и Торговая — будущая Горького, названная в генеральном плане Третьей
Довольно быстро Хлебная площадь стала центром городской торговли. На рубеже XIX и XX века здесь началось строительство нового комплекса Гостиного двора, переехавшего сюда со старого места на Астраханской улице. Однако этого было мало — места на площади всё-равно не хватало, и торговля начала перемещаться на расположенные рядом улицы. Одной из них стала Третья улица, которая после размещения здесь лавок стала называться Торговой
По законам того времени, торговать мясной продукцией можно было только у воды — поэтому участок Торговой улицы от Хлебной площади до Лыбеди был отдан под мясные лавки. Здесь, рядом с руслом реки возникла небольшая площадь, а через саму реку был построен деревянный мост. Довольно быстро в народе закрепилось новое название улицы — Мясницкая. Позднее, это название распространилось на всю длину улицы и стало официальным.
В XIX веке улица улица была застроена в основном деревянными одно- и двухэтажными домами с печным отоплением. На участках были разбиты сады с яблонями, грушами, вишнями и сливами. Кроме торговцев, на улице проживали и семьи ремесленников: кузнецов, плотников, столяров, бондарей, каменщиков и стекольщиков. Каменные особняки начали застраивать на перекрёстках с другими улицами. Мостовая Мясницкой была вымощена каменным булыжником, а на тротуарах располагались керосиновые фонари.
В 1870 году на улице открывается Мариинская женская гимназия, которая была реорганизована из женского начального училища 1-го разряда, работавшего в городе с 1858 года. Рядом с ней, в 1908 году дочь земского врача Вера Павловна Екимецккая строит обширное здание в стиле модерн для новой городской гимназии
В 1907—1910 годах на углу Мясницкой и Ряжской улиц был возведён модерновый хирургический комплекс уездной земской больницы для Рязанского уезда. Заведующим хирургическим отделением в 1911—1914 и в 1918—1928 гг. работал известный ученый Александр Густавович Смиттен.
После 1917 года здание гимназии было закрыто и отдано под Дом молодёжи и школу. 31 марта 1928 года в рамках второй волны переименований Мясницкая улица была переименована в улицу Максима Горького «в связи с 60-летием со дня рождения и 35-летием литературной и общественной деятельности основоположника литературы социалистического реализма». Тогда-же в помещениях бывшей гимназии была организована школа № 1 имени Максима Горького.

## Архитектура

### Здания
№ 15 корпус 2, 15В — Хирургический корпус Рязанской уездной больницы

Хирургический корпус Рязанской уездной больницы.

Во дворе дома № 15 по улице Горького находится здание бывшего хирургического корпуса Рязанской уездной земской больницы, построенное между 1907—1910 гг. по проекту архитектора А. Ф. Мейснера в стиле модерн. Комплекс занимал весь квартал между современными улицами Горького, Есенина и Фрунзе. Заведующим хирургическим отделением в 1911—1914 и в 1918—1928 гг. работал известный ученый Александр Густавович Смиттен. Имя его было присвоено хирургическому отделению больницы, о чем свидетельствовала памятная доска на здании.
Главный вход, перед которым был разбит цветник находился в южной части квартала. По сторонам от главного корпуса, располагался терапевтический корпус и «арестный» дом, в котором лечились больные заключённые. В восточной части находился заразный корпус, а к западу — поликлиника, аптека и жилые дома для персонала. Во второй половине XX века вспомогательные корпуса больницы были разрушены, а на их месте возведены многоэтажные жилые дома. Сохранился главный корпус, занимаемый сегодня детским центром речевой патологии и водонапорная башня.
№ 19 Жилой дом
В конце XIX века на этом месте располагалась усадьба О. Кашириной. Существующим дом был построен в 1900 году после пожара, уничтожившего весь квартал. В подвале находились подсобные помещения, а на первом этаже пекарня и хлебная лавка, просуществовавшая здесь до середины XX века. Во время Великой Отечественной войны в этой лавке выдавался хлеб по карточкам. Во второй половине XX века здесь был организован продовольственный магазин.
№ 30 Дом культуры Всероссийского общества глухих
Построен в середине 1950-х годов в стиле поздней сталинской неоклассической архитектуры.
№ 49 Педагогический колледж (бывшая Мариинская гимназия)
Первоначально, на углу Мясницкой и Гостиной улиц располагался каменный двухэтажный дом С. А. Мосолова. Это был небольшой классический особняк c четырёхколонным коринфским портиком, увенчанный ступенчатым аттиком.
В 1870 году здание получила недавно созданная Мариинская женская гимназия, преобразованная из женского начального училища 1-го разряда, работавшего в городе с 1858 года. Для реконструкции и расширения здания под учебные корпуса был приглашён губернский архитектор Э. И. Моннерот-дю-Мен, который существенно перестроил и расширил особняк Мосолова. Здание для гимназии купил и подарил городу рязанский меценат Н. Г. Рюмин — первый почётны попечитель женского училища, он же выдал деньги на реконструкцию.
В 1881 году здание было расширено пристройкой по улице Горького, выполненной архитектором Я. В. Кривцовым.
Мариинская гимназиця была престижным городским учреждением со своими, присущими только ей традициями. При определении девочек в гимназию, помимо основных документов требовались рекомендации и «формулярный список по службе» родителя. В последнем перечислялось вероисповедание, родословная, доходы и владения, карьера, награды, военная служба, размер годового жалования и источники семейного бюджета.
В 1917 году гимназия была закрыта. С 1918 по 1966 год в здании размещалась общеобразовательная школа № 19. Затем оно было передано Педагогическому колледжу.
№ 51 Средняя школа № 1 им. В. П. Екимецкой

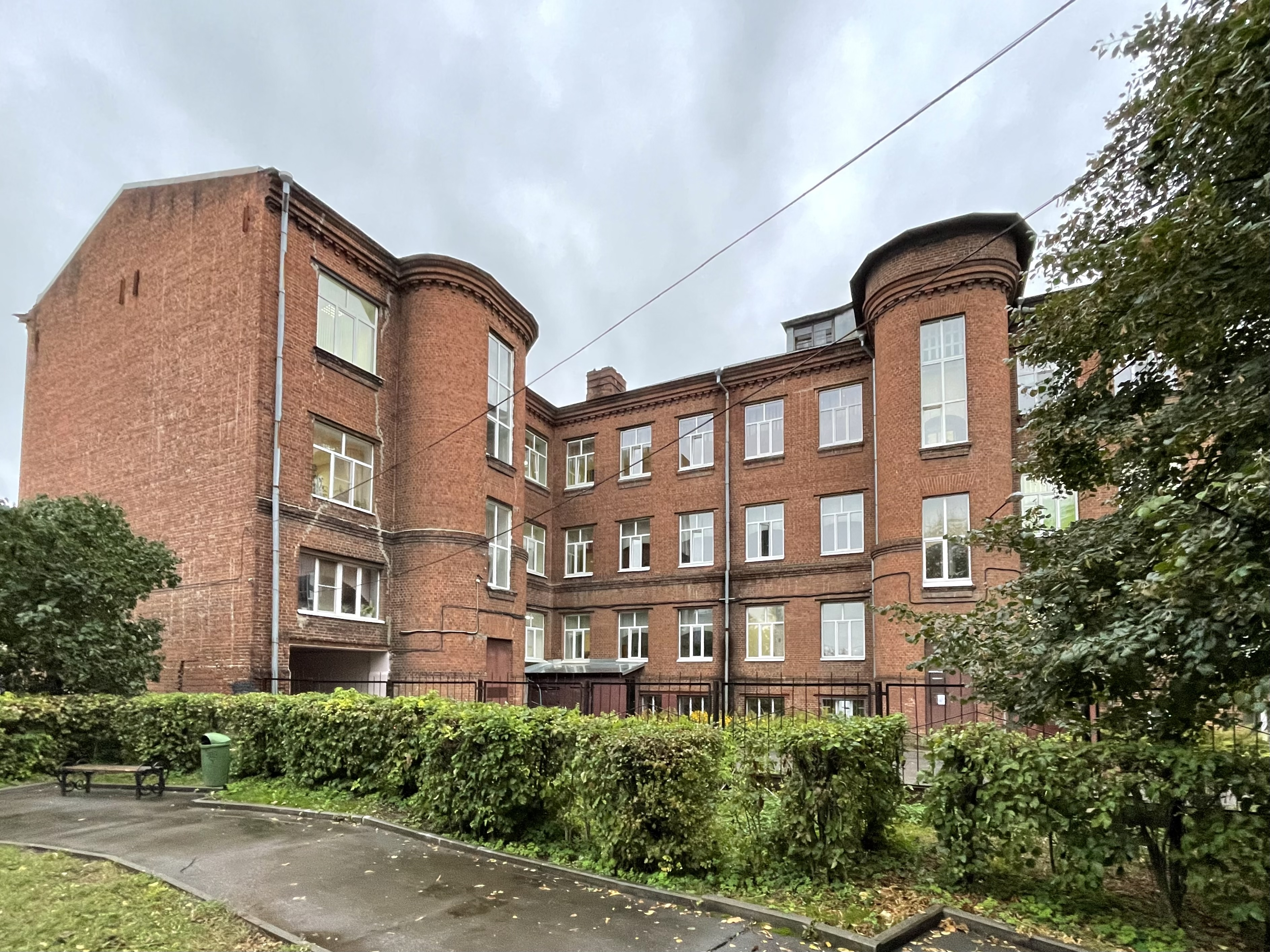
Гимназиця Екимецкой.

В 1903—1908 году рядом со зданием Мариинской гимназии на средства дочери земского врача В. П. Екипецкой была открыта первая частная женская гимназия. Проект выполнил губернский архитектор М. А. Бергер — он выстроил большое трёхэтажное кирпичное здание в стиле модерн. Гимназиця располагала большими кабинетами с высокими полотками и широкими лестницами между этажами. Здесь имелся собственный физический класс, обсерватория, двусветный гимнстический зал и водяное отопление.
В 1917 году здание было передано Рязанскому Дому молодёжи, затем здесь возникла первая советская школа имени Горького. В годы Великой отечественной войны в помещениях бывшей гимназии размещался госпиталь для раненых солдат. С 1946 года здесь открывается женская, а затем политехническая школы. В настоящее время в здании располагается средняя школа № 1 имени В. П. Екипецкой.
№ 98 Здание винных складов
В начале XIX века участок принадлежал семье Серовых. В середине XIX века он перешёл надворному советнику И. М. Кедрову, который выстроил здесь каменный особняк с лавками. В 1901 году здание было куплено Н. П. Озёровым, а затем продано «Калинкинскому пиво и медоваренному товариществу». Последнее устроило на первом этаже здания винный склад, а второй передало Воинскому присутствию. В мае 1915 году в этом здании был призван на фронты Первой мировой войны С. А. Есенин.

## Транспорт
Улица Горького является транспортным дублёром расположенной параллельно ей улицам Ленина и Циолковского. Она соединяет центр города с Куйбышевским шоссе.
До 2010 года по улице проходил маршрут 14-го троллейбуса, до августа 2022 - маршруты троллейбусов № 2 и № 15. Сегодня общественный транспорт движется по соседним городским улицам и площади Ленина. 